# Distretto di Junshan
Il distretto di Junshan (君山区S, Jūnshān QūP) è un distretto della Cina, situato nella provincia di Hunan e amministrato dalla prefettura di Yueyang.